# 阿斯特拉罕村委员会
阿斯特拉罕村委员会（俄语：Астраханский сельсовет）是俄罗斯联邦阿斯特拉罕州纳里马诺夫区所属的一个村委员会。其下辖有6个居民点，行政中心为布鲁内。据2015年统计，该村委员会的人口为2940人。